# CoMix Wave Films
CoMix Wave Films（日語：コミックス・ウェーブ・フィルム），簡稱「CWF」、，是一家日本動畫工作室。

## 概要
前身是CoMix Wave營銷事業部門，於2002年成立（cwfilms、CW Films）品牌，從原先漫畫家及其版權管理，擴大為參與電影製作和經營作家業務，2003年5月7日官網正式開通。公司在2007年3月30日採MBO分拆，當時董事川口典孝借款上億日圓買下，並承繼「CoMix Wave」名稱獨立出來。
該社標榜個人特色創作路線，秉持少數精銳自行製作的方針，也因此本身應付不了大作、才打破成規讓東寶操刀《你的名字。》。除了發行注重原創性的劇場動畫作品以外，也受託製作諸如NHK《中學生日記》片頭動畫、大成建設電視廣告等動畫影像作品，以及其他動畫和電腦遊戲的背景圖畫。旗下作家包括了角田次朗、新海誠等。
此外，其在YouTube上設立了官方頻道「Anime Bancho」並發佈短篇動畫作品。在動畫電影《你想活出怎樣的人生》（宮崎駿執導，吉卜力工作室主導製作）也有參與製作。

## 所屬作家

### 影像作家
- 新海誠
- 粟津順
- YAMATOWORKS
- 竹内謙吾
- 岩切直人
- 森瞭維智
- 山本蒼美

### 漫畫家
- 角田次朗
- 夏野向日葵

## 主要作品

### 電視動畫
- Peeping Life（2009年 - ）
- World Fool News（2014年）

### OVA
- 總天然色少年冒險活劇漫畫映畫 Haruwo（2007年）
- 楓NEW TOWN（2008年）
- 這名男子系列
  - 這名男子能與宇宙人作戰（2011年）
  - 這名男子撿到了人魚（2012年）
  - 這名男子為石化而煩惱（2014年）

### 劇場動畫
- 秒速5公分（2007年）
- The Asylum Session（2009年）
- Planzet（2010年）
- 追逐繁星的孩子（2011年）
- 言葉之庭（2013年）
- Peeping Life -WE ARE THE HERO-（與FOREST Hunting One共同製作、2014年）
- 你的名字。（2016年）
- 肆式青春（日本片名：、与繪夢動畫共同制作、2018年）
- 天氣之子（2019年）
- 鈴芽之旅（2022年）

### 網絡動畫
- 星空奇蹟（2008年）
- 十字路口（2014年）
- 亞細亞大学城市創新學院 宣傳片（2015年）
- 教教我吧，北齋！（2021年）

### 游戏动画
- Deemo ～最终演奏～（2015年）

## 外部連結
- 官方網站（页面存档备份，存于） （日語）
- CoMix Wave Films的X（前Twitter）
- CoMix Wave Films的新浪微博
- Anime Bancho（页面存档备份，存于） - YouTube